# Laura Annie Willson
Laura Annie Willson (Halifax,15 de agosto de 1877-Walton-on-Thames,17 de abril de 1942) (de soltera Buckley), fue una ingeniera, feminista, miembro de Unión Social y Política de las Mujeres y sufragista británica. Fue encarcelada dos veces por sus actividades políticas. Fue una de las miembros fundadoras de la Women's Engineering Society y la primera mujer miembro de la Federación de Constructores de Viviendas.

## Biografía
Buckley nació el 15 de agosto de 1877 en Halifax, Yorkshire, hija de Charles Buckley (1836 / 7-1899), obrero del tintorero, y Augusta, de soltera Leaver (1838 / 9-1907). Comenzó a trabajar a los diez años como "media jornada" en una fábrica textil local. Se introdujo el medio tiempo en las fábricas para evitar que los niños trabajaran un día completo; en cambio, trabajaban la mitad del día y pasaban el resto del tiempo en la escuela, que a menudo se construía dentro del recinto de la fábrica. Cuando se casó con George Henry Willson en1899, fue descrita como una tejedora de peinados. Su esposo era un fabricante de máquinas de herramienta que estableció una exitosa obra de ingeniería en Halifax, que ella ayudaría a ejecutar. Los Willson tuvieron dos hijos, George (nacido en 1900) y Kathleen Vega, conocida como Vega, (nacida en 1910).

### Haciendo campaña para el sufragio de las mujeres
Se involucró fuertemente en el movimiento sindical, convirtiéndose en secretaria de la rama de la Women's Labor League en Halifax en 1907. También fue secretaria de la Unión Social y Política de las Mujeres, que se formó en enero de 1906.
En 1907, participó en una huelga de tejedores en Hebden Bridge, donde fue arrestada por "incitar a personas a quebrantar el orden público". Al comparecer ante el tribunal de magistrados, desafió la legitimidad de la constitución exclusivamente masculina del tribunal, exigiendo ser juzgada por sus pares o que se le proporcione una abogada. Fue declarada culpable y condenada a catorce días de prisión. Cuando fue puesta en libertad, según los informes, Willson dijo que fui a la cárcel como una rebelde, pero he salido como un terror habitual. Semanas después, fue una de las 75 mujeres arrestadas después de un mitin de sufragistas en Caxton Hall. Fue sentenciada a catorce días en la prisión de Holloway.
En enero de 1909, Richard Haldane, el Secretario de Guerra, habló en el Victoria Hall en Halifax y los organizadores hicieron todo lo posible para mantener alejados a los activistas por el sufragio. Willson, sin embargo, se las arregló para conseguir un asiento cerca del escenario y junto con otras seis "damas sin voto del tipo enérgico" lo interrumpieron durante toda la noche antes de ser expulsado, Willson fue el último en ser expulsado. Su esposo George apoyó el activismo a través de su campaña de sufragio.
Primera guerra mundial
Fue codirectora de la fábrica de tornos Smith Barker & Willson con su esposo, que durante la Primera Guerra Mundial producía municiones. La fuerza laboral predominantemente femenina fue capacitada y supervisada por Laura Annie. Al darse cuenta de que algunos de los empleados se quedaban sin comida, para que sus hijos pudieran comer estableció un comedor de trabajo para asegurarse de que las mujeres estuvieran bien alimentadas. Esta idea fue adoptada por fábricas de todo el Reino Unido.

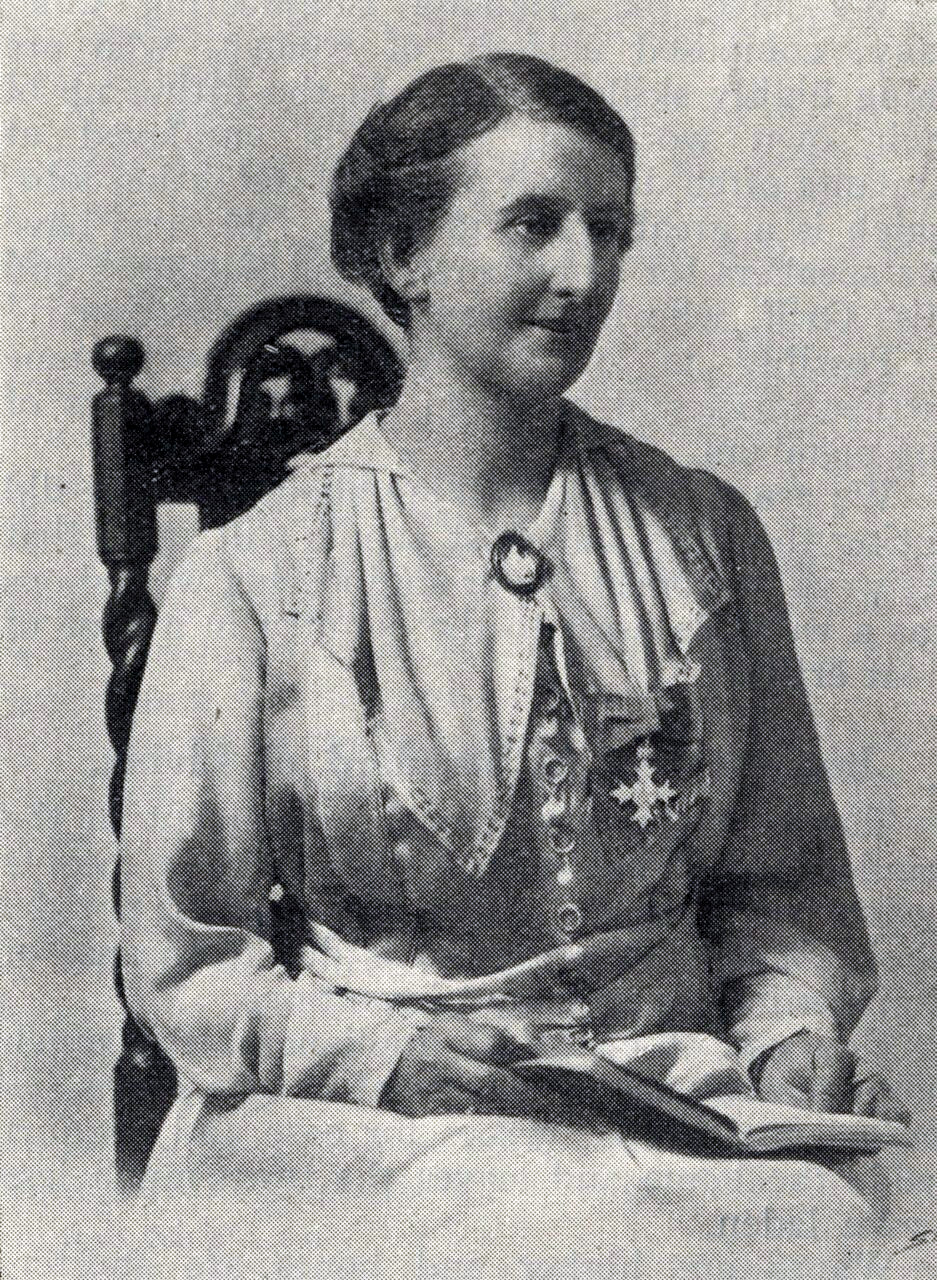
Laura Anne Willson c.1925

### Carrera de ingeniería

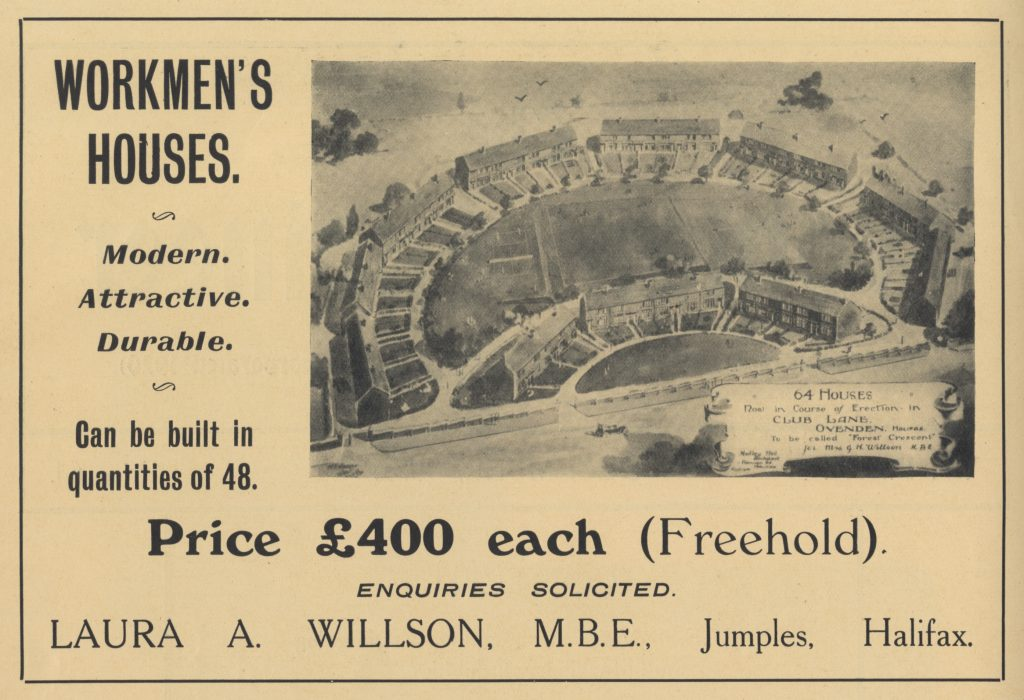
Publicidad para las casas de Laura Annie Willson en Jumples

En 1919, cofundó la Women's Engineering Society (WES) con Rachel Parsons, Margaret, Lady Moir, Lady Katharine Parsons, Eleanor Shelley-Rolls, Margaret Rowbotham y Janetta Mary Ornsby. El objetivo de WES era proteger los puestos que las mujeres habían ganado en la industria durante la Primera Guerra Mundial y promover la igualdad de oportunidades para las mujeres en la ingeniería. Fue presidenta de WES desde 1926 hasta 1928.

### Construcción de casas
Se convirtió en la primera mujer miembro de la Federación de Constructores de Casas, construyendo 72 casas para trabajadores en Halifax en 1925–26. Fue miembro fundadora de la Asociación Eléctrica para Mujeres en 1924, junto a Caroline Haslett; este interés se reflejó en sus urbanizaciones que contaban con los últimos electrodomésticos de gas y electricidad. En 1927, tras mudarse a Surrey desde Halifax con su esposo, Willson continuó su oficio como constructora comprando terrenos en Englefield Green.
Sus archivos están en el Surrey History Center.

## Premios y reconocimientos
En 1917, el mismo año en que se instituyeron los honores de la Orden del Imperio Británico, recibió un MBE por su contribución al 'Trabajo de mujeres en municiones'.